# Kladanj
Kladanj je općina i naselje u Bosni i Hercegovini, u Federaciji BiH u Tuzlanskoj županiji.

## Zemljopis
Općina Kladanj se prostire dolinom rijeke Drinjače, u podnožju planine Konjuh, s jedne strane te podnožja planine Javornik s druge strane.
Upravno pripada Federacije Bosne i Hercegovine i Tuzlanskoj županiji.

## Naseljena mjesta
Brateljevići, Brdijelji, Brgule, Brlošci, Buševo, Crijevčići, Dole (dio), Gojakovići, Gojsalići, Goletići, Jelačići, Jošje, Kaštjelj (dio), Kladanj, Konjevići, Kovačići, Krivajevići, Lupoglavo, Mala Kula, Matijevići, Mladovo, Noćajevići, Novo Naselje-Stupari, Obrćevac, Olovci, Pauč, Pelemiši (dio), Pepići, Plahovići, Prijanovići, Prijevor, Ravne, Rujići, Starić, Stupari-Centar, Stupari-Selo, Suljići, Tarevo, Trnovo (dio), Tuholj, Turalići (dio), Velika Kula, Vranovići, Vučinići i Zagrađe.
Poslije potpisivanja Daytonskog sporazuma općina Kladanj, gotovo u cjelini, ušla je u sastav Federacije Bosne i Hercegovine. U sastav Republike Srpske ušlo je naseljeno mjesto Majdan i dijelovi naseljenih mjesta: Dole i Pelemiši. U sastav općine Kladanj ušli su manji dijelovi naseljenih mjesta: Kaštijelj i Trnovo, koja su se do rata nalazila u sastavu općine Šekovići, kao i veći dio naseljenog mjesta Turalići koje se do rata nalazilo u sastavu općine Vlasenica.

## Povijest
Ime grada izvedeno je od riječi „klada” (balvan). Prema jednoj od predaja, prilikom osmanskog zauzimanja grada, kako bi prešli rijeku Drinjaču, osmanska vojska je izgradila improvizirani most od klada.
Prvi put se pominje u 1138. godine, u spisima mađarskog velikana Krisztofa Emerika. Srednjovjekovno se naselje spominje i u Dubrovačkim spisima od 2. kolovoza 1431. godine. Franjevac Marinić u svom putopisu iz 1366. godine navodi kako je Kladadnj najveće mjesto u tuzlanskom kraju.
U osmanskim se izvorima Kladanj prvi put spominje 1469. godine. U gradu se nalazio trg „Četvrkovište” na kojem se četvrtkom održavao veliki sajam. Godine 1557. spominje se u okviru Sarajevskog kadiluka, da bi zatim postao samostalan kadiluk.
Za vrijeme Austro-Ugarske uprave Kladanj postaje kotar u sastavu Tuzlanskog okruga.
Za vrijeme Kraljevine Jugoslavije kladanjski kotar je pripadao Drinskoj banovini. Nakon uspostave Nezavisne Države Hrvatske Kladanj ulazi u sastav nove države. Avdaga Hasić je tada obavljao dužnost kotarskog predstojnika.

## Stanovništvo
| Stanovništvo općine Kladanj |                |                  |                  |                  |
| godina popisa               | 1971.          | 1981.            | 1991.            | 2013.            |
| Muslimani                   | 9300 (66,35 %) | 10.578 (67,62 %) | 11.621 (72,31 %) | 35 (0,28 %)      |
| Bošnjaci                    | –              | –                | –                | 11.997 (97,16 %) |
| Srbi                        | 4487 (32,01 %) | 4323 (27,63 %)   | 3952 (24,59 %)   | 107 (0,87 %)     |
| Hrvati                      | 66 (0,47 %)    | 40 (0,25 %)      | 36 (0,22 %)      | 33 (0,27 %)      |
| Jugoslaveni                 | 63 (0,44 %)    | 538 (3,43 %)     | 277 (1,72 %)     | 1 (0,008 %)      |
| ostali i nepoznato          | 99 (0,70 %)    | 162 (1,03 %)     | 184 (1,14 %)     | 22 (0,18 %)      |
| ukupno                      | 14.015         | 15.641           | 16.070           | 12.348           |

#### Kladanj (naseljeno mjesto), nacionalni sastav
| Kladanj            |                |                |                |                |
| godina popisa      | 1971.          | 1981.          | 1991.          | 2013.          |
| Muslimani          | 2719 (80,46 %) | 2925 (71,49 %) | 3655 (75,00 %) | 10 (0,25 %)    |
| Bošnjaci           | –              | –              | –              | 3798 (94,34 %) |
| Srbi               | 528 (15,62 %)  | 615 (15,03 %)  | 870 (17,85 %)  | 61 (1,52 %)    |
| Hrvati             | 53 (1,56 %)    | 29 (0,70 %)    | 21 (0,43 %)    | 24 (0,60 %)    |
| Jugoslaveni        | 39 (1,15 %)    | 455 (11,12 %)  | 228 (4,67 %)   | –              |
| ostali i nepoznato | 40 (1,18 %)    | 67 (1,63 %)    | 99 (2,03 %)    | 13 (0,32 %)    |
| ukupno             | 3379           | 4091           | 4873           | 4026           |

## Gospodarstvo
Nositelj razvoja grada je drvna industrija. Eksploatacija šuma započela je još za vrijeme Austro-Ugarske.
Grad je poznat i po brojnim mineralnim vrelima kojima su pripisivana ljekovita svojstva.

## Spomenici i znamenitosti
Na popisu nacionalnih spomenika Bosne i Hercegovine za općinu Kladanj nalaze se sljedeći spomenici:
- Kuršumlija džamija,
- Nekropola Olovci,
- Nekropola Olovci.

Za vrijeme Jugoslavije mjesna katolička crkva pretvorena je u skladište. Kasnije je crkva vraćena te je na njezinom mjestu podignuta nova crkva sv. Ivana Krstitelja.
Blziu grada naazi se spomenik prirode Djevojačka špilja.

## Poznate osobe
- Akif Šeremet, komunistički aktivist
- Avdaga Hasić, časnik, zapovjednik vojne jedinice „Avdagina Legija”
- Sulejman Kupusović, filmski i kazališni redatelj

### Knjige
- Nacionalni sastav stanovništva - Rezultati za republiku po opštinama i naseljenim mjestima 1991. Sarajevo. 1993
- Stanovništvo prema etničkoj/nacionalnoj pripadnosti i spolu, po naseljenim mjestima. Sarajevo. 2013

### Mrežan sjedišta
- Historijat (bošnjački). kladanj.ba. Pristupljeno 9. veljače 2025.
- Kladanj − uspavani grad i utihnula filijala. KTA BK BiH. Pristupljeno 9. veljače 2025.

## Vanjske poveznice
- Službene stranice Općine Kladanj